# Amphoe Long
Amphoe Long (thailändisch อำเภอ ลอง, Aussprache: ʔāmpʰɤ̄ː lɔ̄ːŋ) ist ein Landkreis (Amphoe – Verwaltungs-Distrikt) im Westen der Provinz Phrae in Nordthailand.

## Geographie

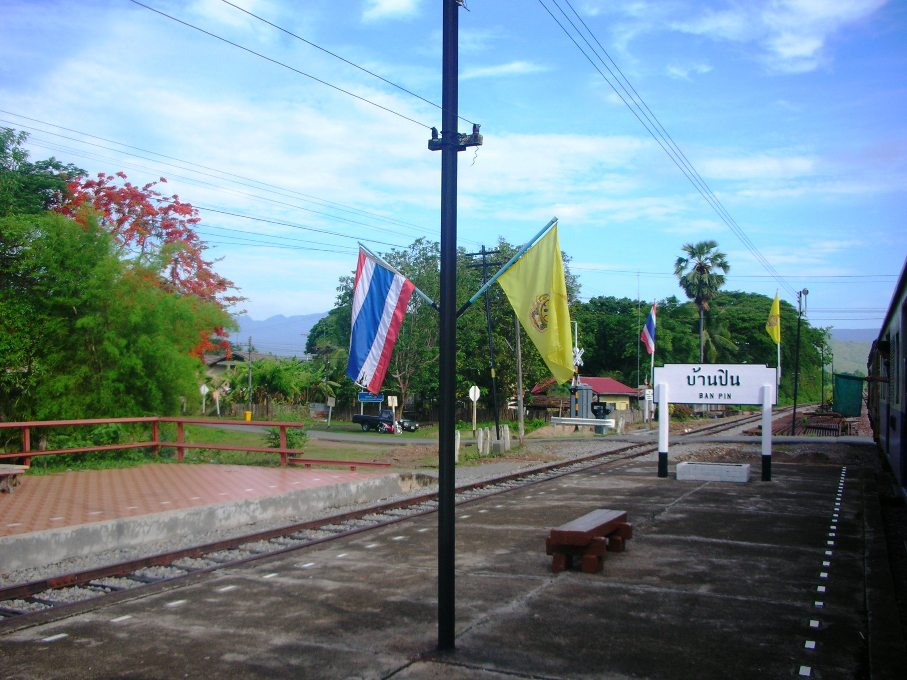
Bahnhof von Ban Pin im Amphoe Long

Benachbarte Distrikte (von Nordosten im Uhrzeigersinn): die Amphoe Song, Nong Muang Khai, Mueang Phrae, Sung Men, Den Chai und Wang Chin der Provinz Phrae, sowie Mae Tha und Mae Mo der Provinz Lampang.
Der Nationalpark Doi Pha Klong liegt im Kreis Long.

## Verwaltung

### Provinzverwaltung
Der Kreis ist in neun Kommunen (Tambon) eingeteilt, welche sich weiter in 93 Dörfer (Muban) unterteilen.
| Nr. | Name        | Thai      | Muban | Einw.  |
| --- | ----------- | --------- | ----- | ------ |
| 1.  | Huai O      | ห้วยอ้อ     | 18    | 12.261 |
| 2.  | Ban Pin     | บ้านปิน     | 13    | 07.792 |
| 3.  | Ta Pha Mok  | ต้าผามอก   | 08    | 04.713 |
| 4.  | Wiang Ta    | เวียงต้า    | 10    | 06.612 |
| 5.  | Pak Kang    | ปากกาง    | 09    | 04.203 |
| 6.  | Hua Thung   | หัวทุ่ง      | 09    | 05.861 |
| 7.  | Thung Laeng | ทุ่งแล้ง     | 12    | 07.297 |
| 8.  | Bo Lek Long | บ่อเหล็กลอง | 09    | 04.198 |
| 9.  | Mae Pan     | แม่ปาน     | 05    | 03.092 |

### Lokalverwaltung
Es gibt sechs Kleinstädte (Thesaban Tambon) im Bezirk:
- Ban Pin (Thai: เทศบาลตำบลบ้านปิน) besteht aus Teilen des Tambon Ban Pin,
- Huai O (Thai: เทศบาลตำบลห้วยอ้อ) besteht ebenfalls aus Teilen des Tambon Huai O,
- Mae Pan (Thai: เทศบาลตำบลแม่ปาน) besteht aus dem gesamten Tambon Mae Pan,
- Mae Lan Na (Thai: เทศบาลตำบลแม่ลานนา) besteht ebenfalls aus Teilen des Tambon  Huai O,
- Wiang Ta (Thai: เทศบาลตำบลเวียงต้า) besteht aus dem gesamten Tambon Wiang Ta,
- Pak Kang (Thai: เทศบาลตำบลปากกาง) besteht aus dem gesamten Tambon Pak Kang.

Außerdem gibt es fünf „Tambon Administrative Organizations“ (TAO, องค์การบริหารส่วนตำบล – Verwaltungs-Organisationen) für die Tambon im Landkreis, die zu keiner Stadt gehören.